# جان-بيير فاي
جان بيير فاي (بالفرنسية: Jean-Pierre Faye) ولد في 19 يوليو 1925 بباريس، وهو كاتب وشاعر وفيلسوف فرنسي. حصل على جائزة رينودو الأدبية عام 1964.